# Hildegard Meixner
Maria Anna Hildegard Meixner (* 30. Juni 1649 in Augsburg; † 24. März 1722 in Gessertshausen) war eine bayerische Zisterzienserin und Äbtissin.

## Leben
Meixner wurde in Augsburg als Tochter des in fuggerischen Diensten stehenden Bürgers und Weinzahlers Simon Meixner, der aus Freiberg in Meissen stammte und dessen Ehefrau Justina geb. Scheifelin geboren. Die Familie schrieb sich auch Meitzner. Sie wurde in der Stadtpfarrkirche St. Moritz auf den Namen Maria Anna getauft und wuchs in Augsburg am Weinmarkt (heute Maximilianstraße) auf. Von ihren insgesamt acht Geschwistern starben bereits fünf im Kleinkindalter. 1666 trat sie in das Kloster Oberschönenfeld ein, in dem ihre ältere Schwester (Anna Maria * 1643) als Novizin gestorben war, und nahm den Ordensnamen Hildegard an (nach Hildegard von Bingen). Sie war Subpriorin und Novizenmeisterin, als sie 36-jährig als Nachfolgerin von Anna Maria Weinhart zur Äbtissin gewählt wurde (1685), ein Amt, das sie 37 Jahre lang ausübte. Von November 1703 bis August 1704 floh sie mit Teilen des Konvents vor der Bedrohung durch den Spanischen Erbfolgekrieg nach Augsburg. In der Geschichte des Klosters ist sie vor allem für ihre Bautätigkeit bekannt. Äbtissin Meixner beauftragte Franz Beer mit dem Neubau der heute noch stehenden Klostergebäude und anschließend der Klosterkirche, deren Fertigstellung sie jedoch nicht mehr erlebte. Vorher (1691) hatte sie bereits den stattlichen Bau der Pfisterei realisiert. Daneben war sie verantwortlich für die Ausstattung der zum Kloster gehörigen Wallfahrtskirche Violau mit Hochaltar, Kanzel und Figuren. Ihr Epitaph befindet sich im Kreuzgang des Klosters.